# Miroslav Čada (motocyklový závodník)
Miroslav Čada (4. července 1934 – 8. listopadu 2013) byl český silniční motocyklový závodník. Sportovci jsou i jeho synové – starší Miroslav byl úspěšný volejbalista a volejbalový trenér, mladší Rostislav byl ligový hokejista a po skončení aktivní kariéry je úspěšný trenér mj. i v KHL.

## Závodní kariéra
První závod absolvoval v šestnácti letech ve Znojmě. V roce 1953 ovládl všechny závody na Moravě, na republikovou konkurenci ale se strojem Walter 350 cm³ nestačil. Když ukončil kariéru Antonín Vitvar, vypůjčil si peníze a koupil jeho Nortony, se kterými se dostal do československé reprezentace. V roce 1955 skončil v Brně druhý za Baltisbergerem. V roce 1956 skončil při závodě mistrovství světa v Assenu na 17. místě. Nebyl tovární jezdec a v dále zahraničí startoval v závodech, které nebyly součástí mistrovství světa.
V mistrovství Československa startoval v letech 1954-1964. V roce 1955 se stal mistrem republiky ve třídě do 350 cm3, na druhém místě skončil v roce 1956 ve třídě do 500 cm³ a v letech 1956 a 1957 ve třídě do 350 cm3 a na třetím místě skončil ve třídě do 350 cm3 v roce 1960. V roce 1961 vyhrál Grand Prix Finska, která ale nebyla součástí Mistrovství světa silničních motocyklů. Aktivně závodil 14 let. Při Velké ceně v Brně obsadil v letech 1960 a 1964 třetí místo. Jeho handicapem byla výška a váha. Ke konci aktivní kariéry přispěl i zákaz účasti na rakouské Grand Prix.

## Funkcionářská kariéra
Po skončení aktivní kariéry se postupně dostal do organizačního výboru a ředitelství Velké ceny v Brně. Od roku 1975 do prvního závodu o dvanáct let později pracoval na vybudování Masarykova okruhu. Z pozice ředitele organizoval dvaadvacet Velkých cen.

## Úspěchy
- Mistrovství Československa silničních motocyklů
  - 1954 do 350 cm3
  - 1955 do 350 cm3 - 1. místo
  - 1953 do 350 cm3 - 2. místo
  - 1956 do 500 cm3 - 2. místo
  - 1957 do 350 cm3 - 2. místo
  - 1958 do 350 cm3 - 8. místo
  - 1959 do 350 cm3 - 4. místo
  - 1960 do 250 cm3
  - 1960 do 350 cm3 - 3. místo
  - 1961 do 350 cm3
  - 1962 do 350 cm3 -
  - 1963 do 350 cm3 - 8. místo
  - 1964 do 350 cm3 - 7. místo